# Ochrobryum kurzianum
Ochrobryum kurzianum är en bladmossart som beskrevs av Hampe in Bescherelle 1897. Ochrobryum kurzianum ingår i släktet Ochrobryum och familjen Dicranaceae. Inga underarter finns listade i Catalogue of Life.